# ليلي يان
ليلي يان (بالألمانية: Lilli Jahn)‏ (و. 1900 – 1944 م) هي طبيبة ألمانية، ولدت في كولونيا، توفيت عن عمر يناهز 44 عاماً.